# Monasterio de Ljubostinja

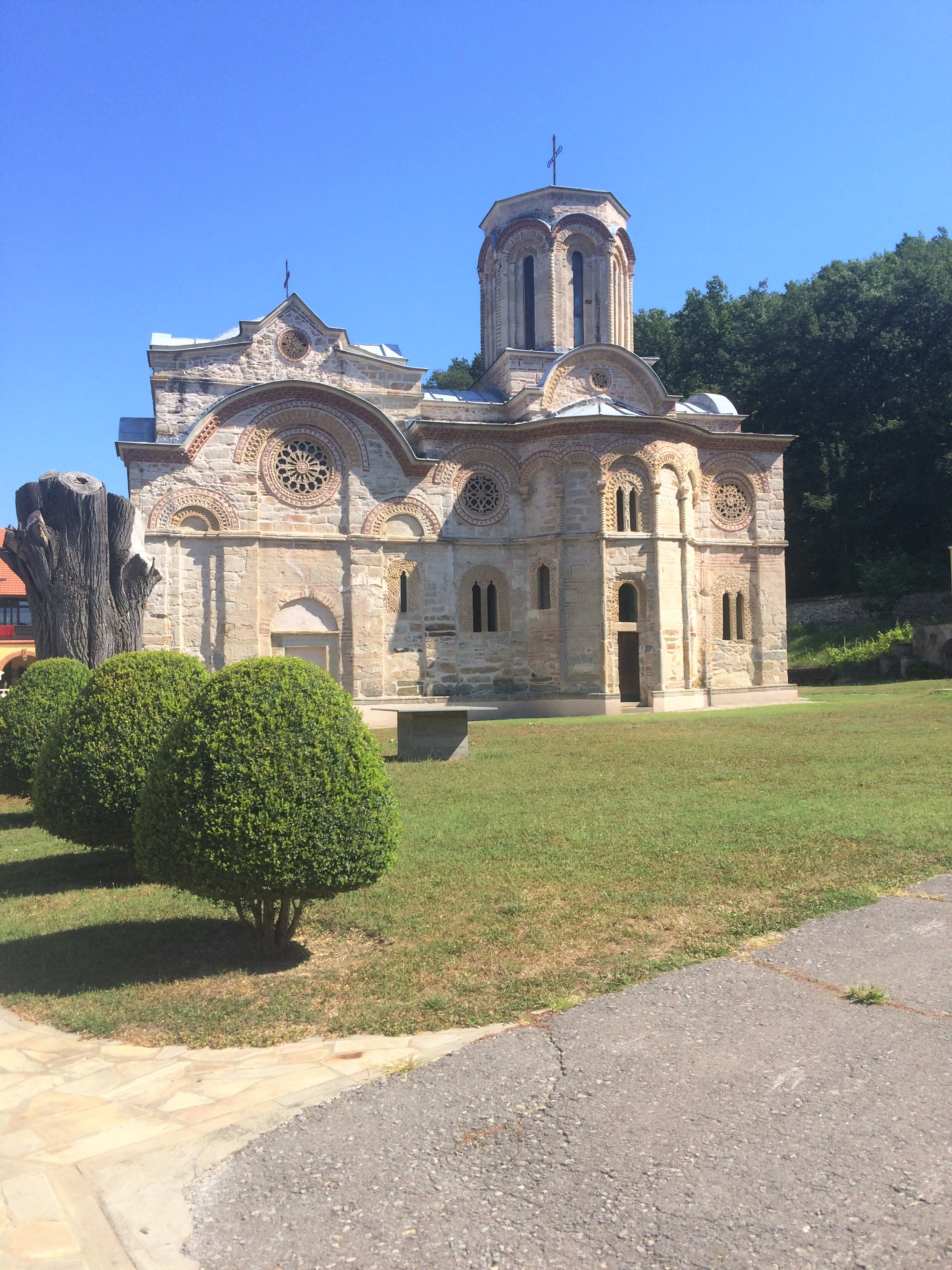
La Iglesia de Santa María

El monasterio Ljubostinja (serbio: Манастир Љубостиња, Manastir Ljubostinja) con la Iglesia de María (madre de Jesús) es un monumento cultural de gran importancia histórica. Está situado en Vrnjačka Banja, en Serbia Central.
Monasterio Ljubostinja es el fundamento y el lugar de descanso de la princesa Milica Nemanjić, esposa del conocido príncipe Lazar de Serbia, que murió en el famoso Batalla de Kosovo en 1389. El monasterio fue construido a finales del siglo XIV y principios del XV, En un estilo arquitectónico específico, conocido como "escuela Moravska". Después del colapso de una rebelión serbia, turcos quemaron el monasterio como la venganza de los serbios, y la mayoría de los frescos fueron destruidos y el tesoro secreto fue robado.
Princesa Milica se hizo monja aquí, Junto con un número de otras viudas de los guerreros caídos que perdieron sus vidas en los batlles de Kosovo y Marica. Uno de ellos era  Num Jefimija, la más famosa poetisa serbia y pensador de la época. Bordaba aquí el texto en oro en la Sábana Santa de príncipe Lazar de Serbia, que ahora se mantiene en el Belgrado.
El monasterio es ubicada en el centro de Serbia, Cerca de la ciudad de Trstenik y no muy lejos del centro de spa turístico de Vrnjačka Banja.

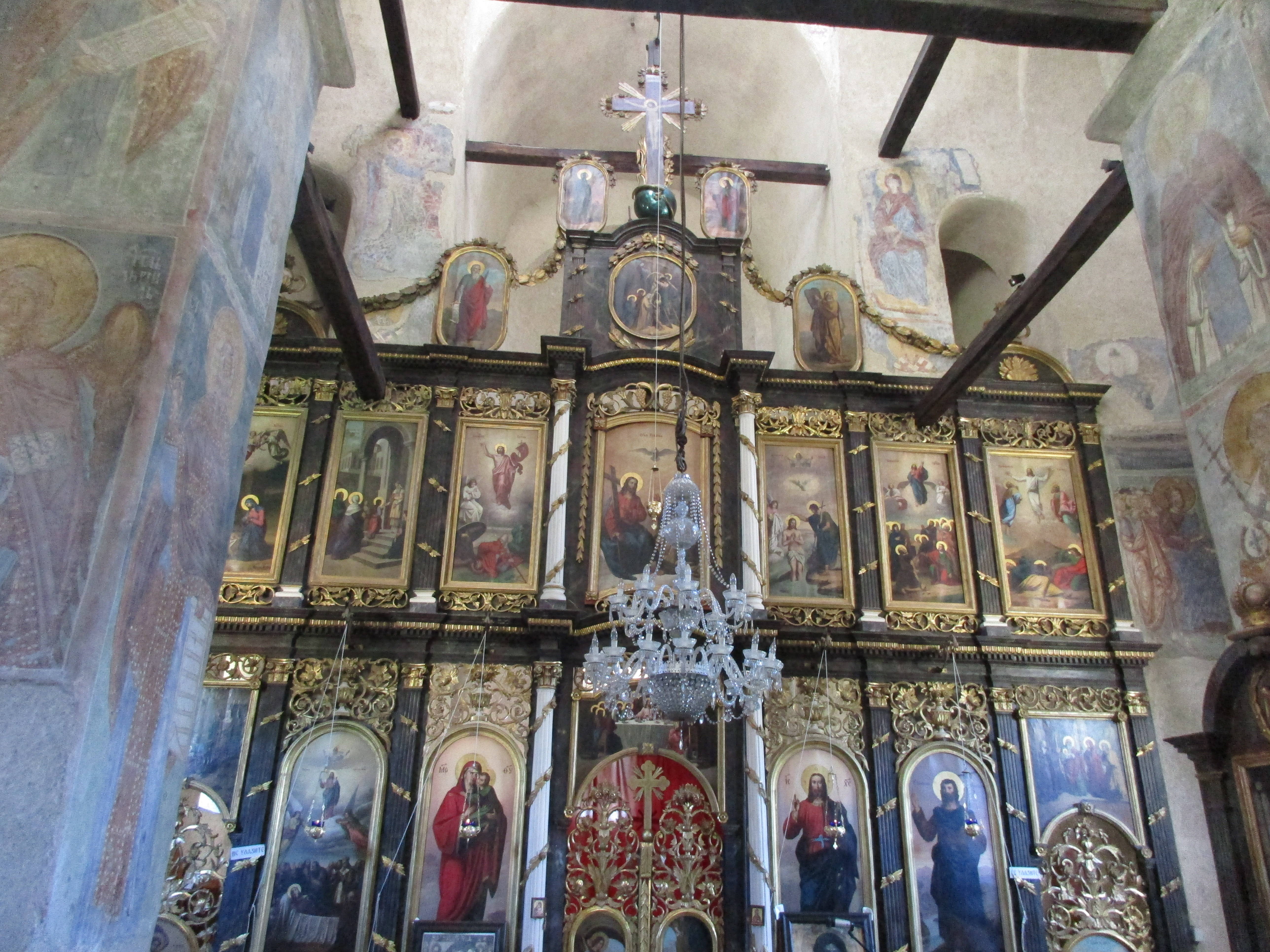
Monasterio de Ljubostinja